# Avortement en Slovaquie
L'avortement en Slovaquie est légal sur demande jusqu'à 12 semaines de grossesse, et pour des raisons médicales à des stades ultérieurs. 

## Historique
Les avortements sont assortis de restrictions en Slovaquie et dans l'actuelle République tchèque depuis le 19 décembre 1957 mais c'est la loi de 1986 qui supprime l'exigence d'une autorisation médicale pour les avortements avant la douzième semaine de grossesse. Les filles de moins de 16 ans ont besoin du consentement parental pour un avortement, tandis que les filles âgées de 16 et 17 ans peuvent subir l'intervention sans consentement, mais les parents doivent toujours être informés. L'avortement est entièrement légalisé le 23 octobre 1986. 
En octobre 2020, un projet de loi qui aurait renforcé la loi sur l'avortement est rejeté par le Parlement slovaque, avec 59 voix contre et 58 voix pour,.

## Conditions
Pour obtenir un avortement sur demande, une femme ne peut pas dépasser la douzième semaine de sa grossesse, et elle doit faire connaître sa demande d'avortement par écrit à son gynécologue, et obtenir des conseils médicaux et des informations sur la contraception. Elle est ensuite dirigée vers un hôpital pour interrompre sa grossesse. Après douze semaines, un groupe de médecins doit approuver l'avortement, qui ne se produit en pratique que s'il existe un risque de préjudice irréparable pour le fœtus ou la mère.

## Statistiques
À la fin des années 1980, le taux d'avortement culmine à près de 40 avortements pour 100 naissances à la suite de la loi de 1986. En 2004, le chiffre chute en dessous de 15 avortements pour 100 naissances, son taux le plus bas depuis que le gouvernement établit des statistiques sur l'avortement, en 1958.
En 2010, le taux d'avortement est de 13,9 avortement pour 1 000 femmes.